# اوبرکوخن
شهر اوبرکوخن (به آلمانی: Oberkochen) در ایالت بادن-وورتمبرگ در کشور آلمان واقع شده‌است.